# Patrick Lalor
Patrick „Paddy“ Joseph Lalor (irisch Pádraig Ó Leathlobhair, * 21. Juli 1926; † 29. Juli 2016) war ein irischer Politiker der Fianna Fáil.

## Biografie
Lalor, der von Beruf Kaufmann war, begann seine nationale politische Laufbahn als Kandidat der Fianna Fáil 1961 mit der erstmaligen Wahl zum Abgeordneten (Teachta Dála) des Unterhauses (Dáil Éireann), in dem er nach vier Wiederwahlen zwanzig Jahre lang bis 1981 die Interessen des Wahlkreises Laoighis-Offaly vertrat.
1965 wurde er von Premierminister (Taoiseach) Seán Lemass zum Parlamentarischen Sekretär beim Landwirtschaftsminister ernannt und übernahm damit sein erstes Regierungsamt. In der nachfolgenden Regierung von Premierminister Jack Lynch wurde er am 10. November 1966 Parlamentarischer Sekretär beim Minister für Verkehr und Energie sowie beim Minister für Post und Telegrafie.
Im Anschluss ernannte ihn Premierminister Lynch am 2. Juli 1969 zum Minister für Post und Telegrafie. Im Rahmen einer Regierungsumbildung wurde er danach Minister für Industrie und Handel im Kabinett Lynch und behielt diese Funktion bis zum Ende von dessen Amtszeit am 14. März 1973.
Nach dem erneuten Wahlsieg der Fianna Fáil wurde er am 5. Juli 1977 von Premierminister Lynch zum Parlamentarischen Sekretär beim Premierminister sowie beim Verteidigungsminister ernannt. Nach der Neuorganisation der Regierungsämter, die zur Schaffung der Positionen von Staatsministern anstelle der Parlamentarischen Sekretäre führte, war er zuletzt vom 1. Januar 1978 bis zum 1. Juli 1979 Staatsminister beim Premierminister sowie im Verteidigungsministerium.
Im Anschluss wurde er 1979 zum Mitglied des 1. Europäischen Parlamentes gewählt und gehörte diesem nach seinen Wiederwahlen 1984 und 1989 auch in der zweiten und dritten Wahlperiode bis 1994 an.
1981 verzichtete er wegen seiner Mitgliedschaft im Europäischen Parlament auf eine weitere Kandidatur für das Unterhaus.
Paddy Lalor war darüber hinaus viele Jahre aktiver Hurling-Spieler und gewann mit seinem Team Laois GAA 1949 sowohl die Leinster Senior Hurling Championship als auch mit der Mannschaft von Abbyleix GAA die Laois Senior Hurling Championship.